# Jordan (Montana)
Pour les articles homonymes, voir Jordan.
La ville américaine de Jordan est le siège du comté de Garfield, dans l’État du Montana. Lors du recensement de 2010, sa population s’élevait à 343 habitants.

## Histoire
La localité porte le nom de son fondateur, Arthur Jordan. Le peuplement de la zone date de 1896. L’administration postale reconnaît Jordan en tant que town le 11 juillet 1899. Elle est incorporée en tant que ville en 1951.